# Consuelo Velázquez
Consuelo Velásquez Torres (Ciudad Guzmán/Zapotlán el Grande, Jalisco, 21 de agosto de 1916 – Cidade do México, 22 de janeiro de 2005) foi uma pianista e compositora mexicana.

## Fatos
Bésame mucho é também conhecida como Kiss Me Much, Kiss Me a Lot, Kiss Me Again and Again, Embrasse-Moi e Stale Ma Boskavaj. 
A canção foi traduzida a mais de 20 idiomas e chegou também a ser um ícone dentro da música popular mexicana.
A canção: "Beija-me muito [Besame mucho]", chegou a ser gravada por diversos cantores populares do Brasil, entre eles Teixeirinha, Raul Gil e João Gilberto.
Em 1976, a canção chegou a fazer parte da trilha sonora do filme: "Carmen, a Cigana", estrelado por Teixeirinha.

## Algumas de suas canções
- Amar y vivir (bolero)
- Bésame mucho
- Cachito
- Corazón (bolero)
- Franqueza (bolero)
- Verdad amarga (bolero)